# Javier Cortés
Javier Cortés est un footballeur mexicain né le 20 juillet 1989 à Mexico. Il évolue au poste de milieu de terrain au Pumas UNAM.

## Carrière
- 2007-201. : Pumas UNAM ( Mexique)[1]

## Palmarès

### En sélection
- Vainqueur du Tournoi de Toulon 2012 avec le Mexique Olympique
- Vainqueur du Tournoi masculin de football aux Jeux olympiques d'été de 2012 avec le Mexique Olympique

### En club
- Champion du Mexique : 2009 (Tournoi de Clôture), 2011 (Tournoi de Clôture)